# Valley (Nebraska)
Valley é uma cidade localizada no estado americano de Nebraska, no Condado de Douglas.

## Demografia
Segundo o censo americano de 2000, a sua população era de 1788 habitantes.
Em 2006, foi estimada uma população de 1862, um aumento de 74 (4.1%).

## Geografia
De acordo com o United States Census Bureau, a localidade tem uma área de 4,0 km², dos quais 3,9 km² cobertos por terra e 0,1 km² cobertos por água. Valley localiza-se a aproximadamente 348 m acima do nível do mar.

## Localidades na vizinhança
O diagrama seguinte representa as localidades num raio de 16 km ao redor de Valley.